# Tsesarevich

Cờ hiệu của một Tsesarevich Đế chế Nga.

Tsesarevich (tiếng Nga: Цесаревич) là một tước hiệu được pháp luật công nhận vào năm 1797 và theo truyền thống được sử dụng chính thức bởi người thừa kế ngai vàng bao gồm cả người thừa kế ấn định hay giả định dựa trên điều luật Luật cơ bản Điều 145 của Đế chế Nga.

## Lịch sử
Dưới thời Sa hoàng đầu tiên Mikhail I của Nga, các tước hiệu Tsarevich/Tsarevna theo truyền thống sẽ được phong cho tất cả các hậu duệ hợp pháp của một quân vương trị vì tương tự như Hoàng tử/Công chúa trong các Vương quốc Châu âu khác. Tuy nhiên vào năm 1721, vào thời Pyotr I của Nga khi quyết định dừng sử dụng kính xưng Sa hoàng và bắt đầu chuyển sang sử dụng kính xưng Emperor (Hoàng đế) của Nga từ đó tước hiệu Tsesarevich dành cho nam giới và Tsesarevna dành cho phụ nữ đã được sử dụng bởi tất cả hậu duệ hợp pháp của Hoàng đế Nga. Tuy nhiên, dưới thời Pyotr I tước hiệu Tsesarevich không có người sử dụng vì người con trai duy nhất của ông, Aleksey Petrovich đã qua đời vào năm 1718 và các con gái còn sống của Pyotr I đều được phong là một Tsesarevna mặc dù họ được gọi một cách rộng rãi hơn là Đại công tước. Song, tước vị này vẫn giống Tsarevich và Tsarevna nó chỉ dùng để phong cho các hậu duệ hợp pháp của Hoàng đế Nga bao gồm cả trữ quân ngai vàng, không phải là một tước hiệu riêng biệt ám chỉ người thừa kế.
Tước vị Tsesarevich/Tsesarevna được tạo ra cho người thừa kế vào năm 1762, khi Pyotr III lên ngôi, ông đã phong cho con trai cả của mình Pavel Petrovich (sau là Pavel I) tước hiệu Tsesarevich và trở thành người đầu tiên trong Vương tộc Romanov được tấn phong tước hiệu này. Tuy nhiên, vào thời điểm danh hiệu được phong tặng, Paul được công nhận là con trai hợp pháp của Pyotr III, nhưng không phải là người thừa kế hợp pháp của ông và sau này khi mẹ ông lật đổ cha ông, Paul cũng không được mẹ chính thức công nhận như vậy mà thay vào đó là tước hiệu Đại công tước Nga. Do đó, khi Pavel I lên ngôi ông đã ban hành Luật Pauline vào năm 1797, cấm phụ nữ kế vị ngai vàng, tuy nhiên trong những năm đầu tiên của Đế chế Nga, nữ giới trong Hoàng thất Nga vẫn được kế vị ngai vàng và tước hiệu Tsesarevna sẽ được ban cho một nữ giới sinh ra một cách hợp pháp là người thừa kế hoàng vị của ngai vàng Nga.
Năm 1796, Pavel I phong cho con trai ông Aleksandr Pavlovich (sau là Aleksandr I) trở thành Tsesarevich và chỉ một năm sau, tước hiệu này đã được pháp luật công nhận như một tước vị chính cho người thừa kế. Kể từ đó, con trai cả của mỗi hoàng đế đều mang tước hiệu cho đến năm 1894, khi Nikolai II tấn phong tước hiệu cho em trai ông, mặt dù Nikolai II vẫn có bốn cô con gái vào thời điểm đó nhưng luật pháp kế vị của Nga là tuyệt đối về quyền kế vị nam giới, vì vậy Đại vương công Georgy Aleksandrovich nắm giữ tước hiệu đó cho đến khi Aleksey Nikolayevich chào đời vào 12 tháng 8 [lịch cũ 30 tháng 7] năm 1904 về sau là Tsesarevich cuối cùng trong lịch sử nước Nga.

## Danh xưng và sử dụng
Tsesarevich thông thường chỉ được sử dụng bởi một cá nhân trong hoàng thất cùng một thời điểm, nhưng nó thường bị nhẫm lẫn với tước hiệu Tsarevich vốn dịch sang tiếng Anh là Grand Duke hay Đại công tước trong tiếng Việt được sử dụng từ thời Mikhail I đến năm 1721 dành cho tất cả các hậu duệ nam hợp pháp của Hoàng đế Nga trị vì. Trước năm 1797, hậu duệ lớn nhất của Hoàng đế Nga là người thừa kế ngai vàng sẽ được phong Tsesarevich sử dụng cho nam và Tsesarevna sử dụng cho nữ. Tuy nhiên từ sau năm 1797, phụ nữ không được kế vị ngai vàng và Tsesarevna từ đó đã trở thành tước hiệu danh xưng dành cho vợ của các Tsesarevich. Không giống các tước hiệu dành cho người thừa kế của các Vương quốc Châu âu khác như: Thân vương xứ Wales, Thân vương xứ Asturias và Thân vương xứ Oranje...v.v được đặt theo các của tỉnh và thành phố rõ ràng, Tsesarevich không có lãnh địa ám chỉ, tước hiệu này thường được đặt trước tên của người được tấn phong, như trong trường hợp của Alexander Alexandrovich và Dagmar của Đan Mạch (sau là Aleksandr III và Hoàng hậu Mariya Fyodorovna) sẽ là Tsesarevich Aleksandr Aleksandrovich và Tsesarevna Mariya Fyodorovna. Nhưng với con trai của Nikolai II là Aleksey Nikolayevich, ông vốn vĩ là một Tsesarevich nhưng trong Đế chế Nga vào thời điểm đó, họ thường gọi ông là một Tsarevich của Nga, mặc dù sai với nghĩa gốc của nó nhưng với tư cách là một thái tử của Đế chế Nga tước hiệu đầy đủ của ông khi đó phải là Tsesarevich Aleksey Nikolayevich.
Tước hiệu này thường được sử dụng kèm với một kính xưng trang trọng như Imperial Highness.

## Danh sách các Tsesarevich (Hoàng tộc Romanov)
Dưới đây là danh sách những người được phong Tsesarevich là người kế vị rõ ràng hay giả định cho ngài vàng Đế chế Nga:
| Tên                                                           | Trữ quân của  | Sinh                 | Thời gian nắm giữ    | Thời gian nắm giữ                               | Mất                 | Phối ngẫu                                                                 |
| ------------------------------------------------------------- | ------------- | -------------------- | -------------------- | ----------------------------------------------- | ------------------- | ------------------------------------------------------------------------- |
| Tsesarevich Pavel Petrovich sau này là Pavel I                | Yekaterina II | 1 tháng 10 năm 1754  | 7 tháng 1 năm 1762   | 17 tháng 11 năm 1796 (trở thành Hoàng đế)       | 24 tháng 3 năm 1801 | Wilhelmine xứ Hessen-Darmstadt (1773-1776) Sophie Dorothee xứ Württemberg |
| Tsesarevich Aleksandr Pavlovich sau này là Aleksandr I        | Pavel I       | 23 tháng 12 năm 1777 | 28 tháng 11 năm 1796 | 24 tháng 3 năm 1801 (trở thành Hoàng đế)        | 1 tháng 12 năm 1825 | Luise xứ Baden                                                            |
| Tsesarevich Konstantin Pavlovich                              | Aleksandr I   | 8 tháng 5 năm 1779   | 8 tháng 11 năm 1799  | 27 tháng 6 năm 1831                             | 27 tháng 6 năm 1831 | Juliane xứ Sachsen-Coburg-Saalfeld                                        |
| Tsesarevich Aleksandr Nikolaevich sau này là Aleksandr II     | Nikolai I     | 29 tháng 4 năm 1818  | 10 tháng 9 năm 1831  | 2 tháng 3 năm 1855 (trở thành Hoàng đế)         | 13 tháng 3 năm 1881 | Marie xứ Hessen và Rhein                                                  |
| Tsesarevich Nikolai Aleksandrovich                            | Aleksandr II  | 20 tháng 9 năm 1843  | 2 tháng 3 năm 1855   | 24 tháng 4 năm 1865                             | 24 tháng 4 năm 1865 |                                                                           |
| Tsesarevich Aleksandr Aleksandrovich sau này là Aleksandr III | Aleksandr II  | 10 tháng 3 năm 1845  | 24 tháng 4 năm 1865  | 13 tháng 3 năm 1881 (trở thành Hoàng đế)        | 1 tháng 11 năm 1894 | Dagmar của Đan Mạch                                                       |
| Tsesarevich Nikolai Aleksandrovich sau này là Nikolai II      | Aleksandr III | 18 tháng 5 năm 1868  | 13 tháng 3 năm 1881  | 1 tháng 11 năm 1894 (trở thành Hoàng đế)        | 17 tháng 7 năm 1918 | Alix của Hessen và Rhein                                                  |
| Tsesarevich Georgy Alexandrovich                              | Nikolai II    | 9 tháng 5 năm 1871   | 1 tháng 11 năm 1894  | 10 tháng 7 năm 1899                             | 10 tháng 7 năm 1899 |                                                                           |
| Tsesarevich Aleksey Nikolaevich                               | Nikolai II    | 12 tháng 8 năm 1904  | 12 tháng 8 năm 1904  | 15 tháng 3 năm 1917 (Chế độ quân chủ bị bãi bỏ) | 17 tháng 7 năm 1918 |                                                                           |